# Keppschloss

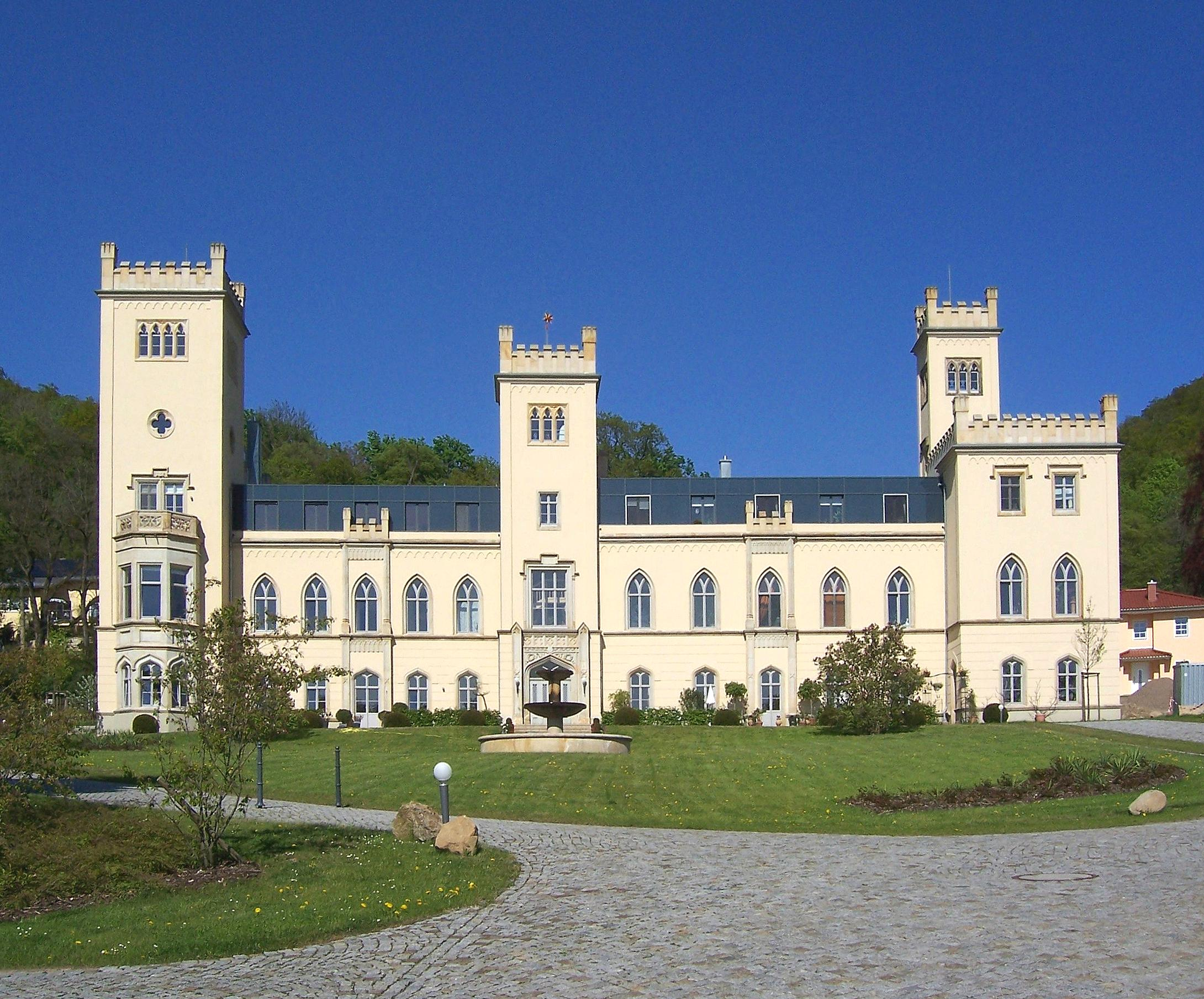
Das sanierte und umgebaute Keppschloss 2009

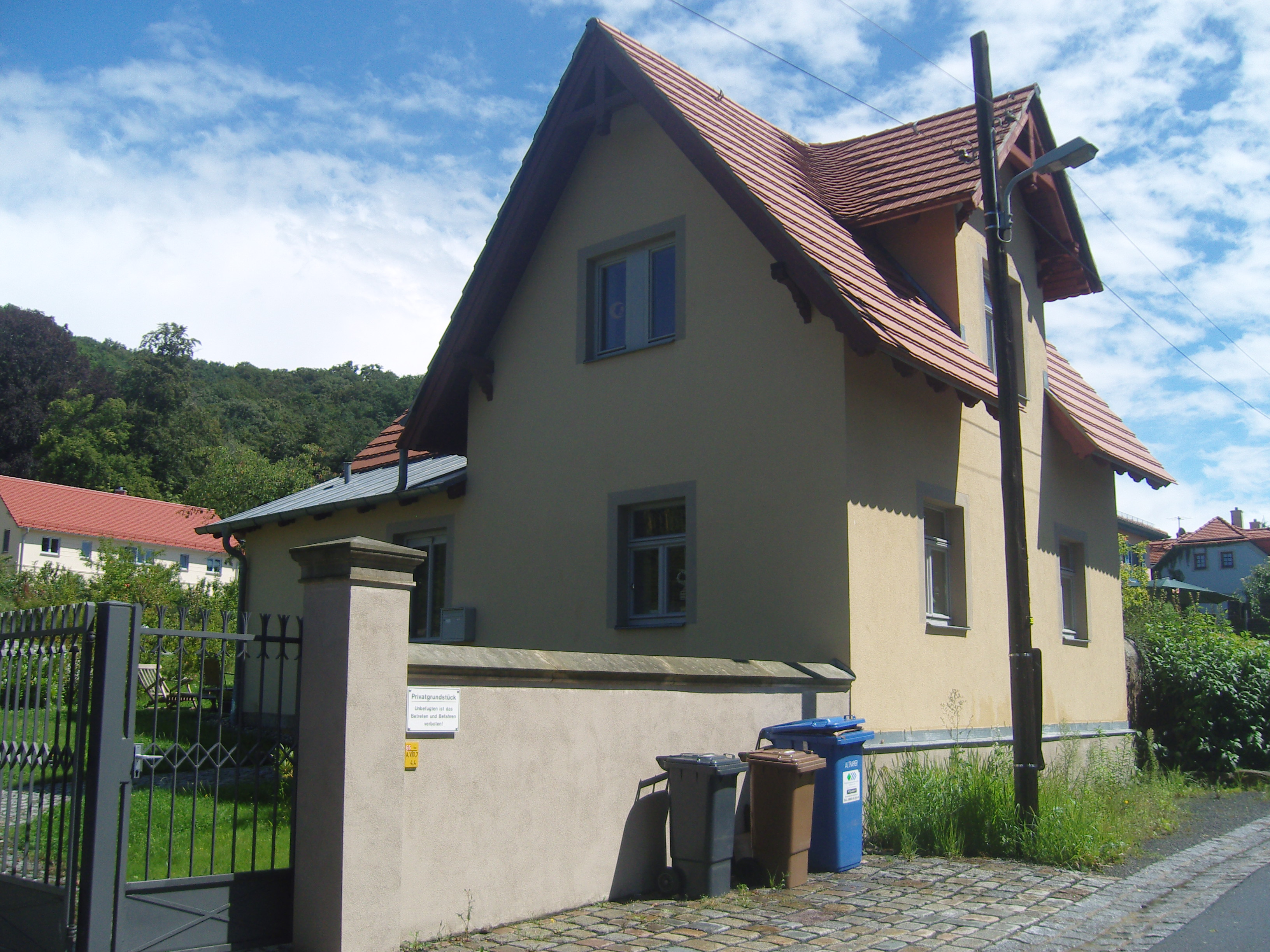
Torhaus

Das Keppschloss auf der Dresdner Straße 97/Am Keppschloß 27 in Dresden-Hosterwitz ist ein denkmalgeschützter ehemaliger Landsitz am Ausgang des Keppgrundes.

## Marcolinis Sommersitz
Um 1775 residierte der kurfürstliche Hof Sachsens in den Sommermonaten im Schloss Pillnitz. Der sächsische Oberstallmeister und Wirklich Geheime Rat Camillo Marcolini suchte zu dieser Zeit einen Sommerwohnsitz in unmittelbarer Nähe, um stets nah bei seinem Dienstherrn Friedrich August III. zu sein. Er fand ein Gut im benachbarten Dorf Hosterwitz, das seinen Vorstellungen entsprach. Die Ersterwähnung eines Plantagenguts auf diesem Grund stammt aus dem Jahr 1661. Von 1749 bis 1763 gehörte das Gut zum Grundbesitz des sächsischen Premierministers Heinrich von Brühl. Auf dem Grundstück befanden sich unter anderem eine Tabakmanufaktur und eine Seidenraupenzucht.
Im Jahr 1774 ließ Marcolini aus seinen Mitteln das große Weinbergareal, bebaut unter anderem mit einem Land- und einem Weinhaus mit Presse, in Hosterwitz kaufen. Marcolini war als Katholik der Erwerb eines Grundstücks untersagt, sodass der kurfürstlich-sächsische Oberaufseher Clemens Gustav Petzold die Käufe tätigte. Im Jahr 1785 erweiterte Marcolini das Grundstück um die benachbarte Hosterwitzer Mühle, 1792 um das angrenzende Plantagengut und erwarb schließlich über Petzold um 1800 den sogenannten „Zuckerhut“, einen Hügel am Hosterwitzer Elbhang. Erst 1807 wurde Marcolini offizieller Eigentümer seines Besitzes, da Katholiken und Protestanten rechtlich gleichgestellt wurden.
Marcolini ließ den Sommersitz nach seinem Geschmack um- und ausbauen, so erhielt ein Raum im linken Seitenflügel des Landhauses eine eigene Kegelbahn. Im Jahr 1801 ließ Marcolini auf dem Gelände ein Lusthaus bauen. Im Jahr 1808 weilte hier der spätere Papst Leo XII., sodass das Haus den Namen „Papstschlösschen“ erhielt. Nach Marcolinis Tod im Jahr 1814 wurden die Mühle, das Plantagengut und die Weinbergsanlagen von seinen Erben verkauft. Der Erbe Peter Marcolini kaufte zahlreiche Besitzteile des Gutes von anderen Erben auf und veräußerte sie bereits 1834 an den Geheimen Legationsrat und Schriftsteller Friedrich Wilhelm von Trautvetter (1782–1859).  
Dieser ließ im gleichen Jahr durch den Architekten Woldemar Hermann Umbauten ausführen. Trautvetter bewohnte das Gut ab Sommer 1837 mit seiner Familie. Ab 1840 wurde das Anwesen zunächst „Köpp-“ und später „Keppschloss“ genannt. Im Jahr 1850 ließ Trautvetter das Hauptgebäude erweitern und einen Treppenturm anbauen.

## Umbau unter Robert Thode

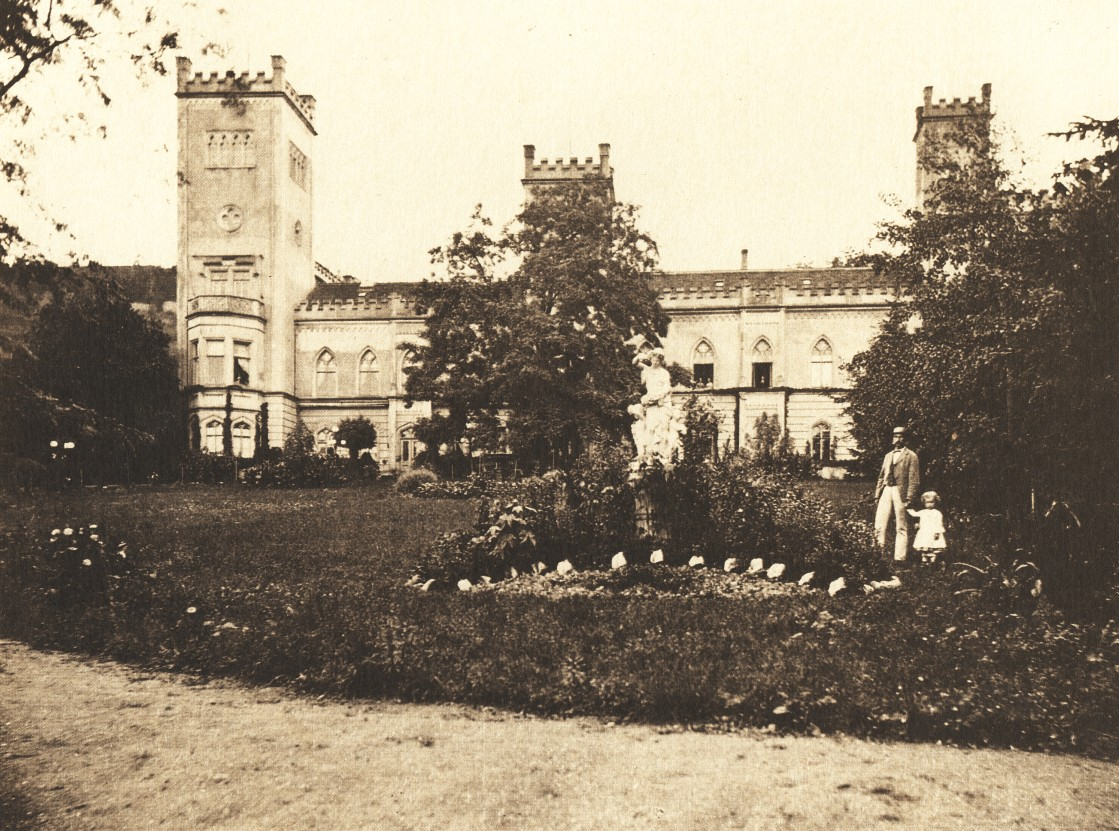
Das Keppschloss auf einer Fotografie von August Kotzsch um 1880

Im Jahr 1861 erwarb der Bankier Robert Thode (1824–1890) das Schloss. Die davor liegende Plantage hatte er bereits 1859 gekauft. Thode ließ das rechts stehende Herrenhaus und das links anschließende Landhaus mit Seitenflügel von 1861 bis 1863 verbinden und zu einem einheitlichen äußeren Erscheinungsbild im neogotischen Tudorstil überformen. Dabei wurden beide Gebäude durch einen eingefügten Turm mit Zinnenkranz verbunden. Dieser enthält unter anderem das Treppenhaus und stellte den neuen Haupteingang des Gebäudes dar.
Bereits 1865 verkaufte Thode das Keppschloss, das 1872 an die Großherzogin Augusta Caroline von Mecklenburg-Strelitz (1822–1916) überging. Augusta Caroline, die sich hier Gräfin von Stargard nannte, nutzte es von 1886 bis zu ihrem Tod im Jahr 1916 als Sommersitz. Das Keppschloss wurde in der zweiten Hälfte des 19. Jahrhunderts ein beliebtes Fotoobjekt, so existieren Aufnahmen unter anderem von August Kotzsch und Hermann Krone.

## Das Keppschloss im 20. und 21. Jahrhundert
Die Erben der Großherzogin verkauften das Schloss und den benachbarten „Zuckerhut“ 1920 an den rumänischen Generalkonsul Tudor Dumitrescu, bevor es von 1925 bis 1931 als Kindergenesungsheim diente. 
Ab 1934 wurden die beiden Enkelinnen der Großherzogin Augusta Caroline von Mecklenburg-Strelitz: Marie von Mecklenburg-Strelitz (1878–1948) und Jutta von Mecklenburg-Strelitz (1880–1946) neue Eigentümer des Schlosses.
Bis zum Ende des Zweiten Weltkriegs wechselte die Nutzung des Gebäudes ständig, so wurde es unter anderem als Altersheim und Luftschutzschule genutzt. Nach Ende des Krieges bewohnten es zunächst Flüchtlinge, bevor der Besitz 1947 enteignet wurde und von 1951 bis 1989 als Schulungseinrichtung der Zivilverteidigung der DDR, ab 1978 unter dem Namen „Bezirksschule für Zivilverteidigung Dr. Kurt Fischer“, diente. In dieser Zeit erfolgten mehrere Umbauten, so wurden die drei Türme teilweise entfernt und der Zinnenkranz durch flache Walm- und Satteldächer ersetzt. Zusätzlich wurde das Gebäude um ein halbes Obergeschoss erhöht, um Quartiere für die Schulungsteilnehmer zu schaffen. In der umgebenden Parkanlage entstanden zahlreiche Zusatzbauten für den Lehrbetrieb. Bis 1989 wurde in den Sommerferien das Gebäude als Ferienlager genutzt, wobei die Schüler im Obergeschoss untergebracht waren. 
Von 1990 bis 1996 wurde das Gebäude durch die Sächsische Verwaltungs- und Wirtschafts-Akademie genutzt und stand danach leer. Im Jahr 2004 wurde das inzwischen verfallene Keppschloss und das große Grundstück von einer Immobiliengesellschaft gekauft. In der Folge entstanden auf dem Grundstück neun Einfamilienhausgrundstücke. Das Gebäude wurde saniert sowie im Inneren umgebaut, sodass sieben Eigentumswohnungen entstanden.